# Yaganes

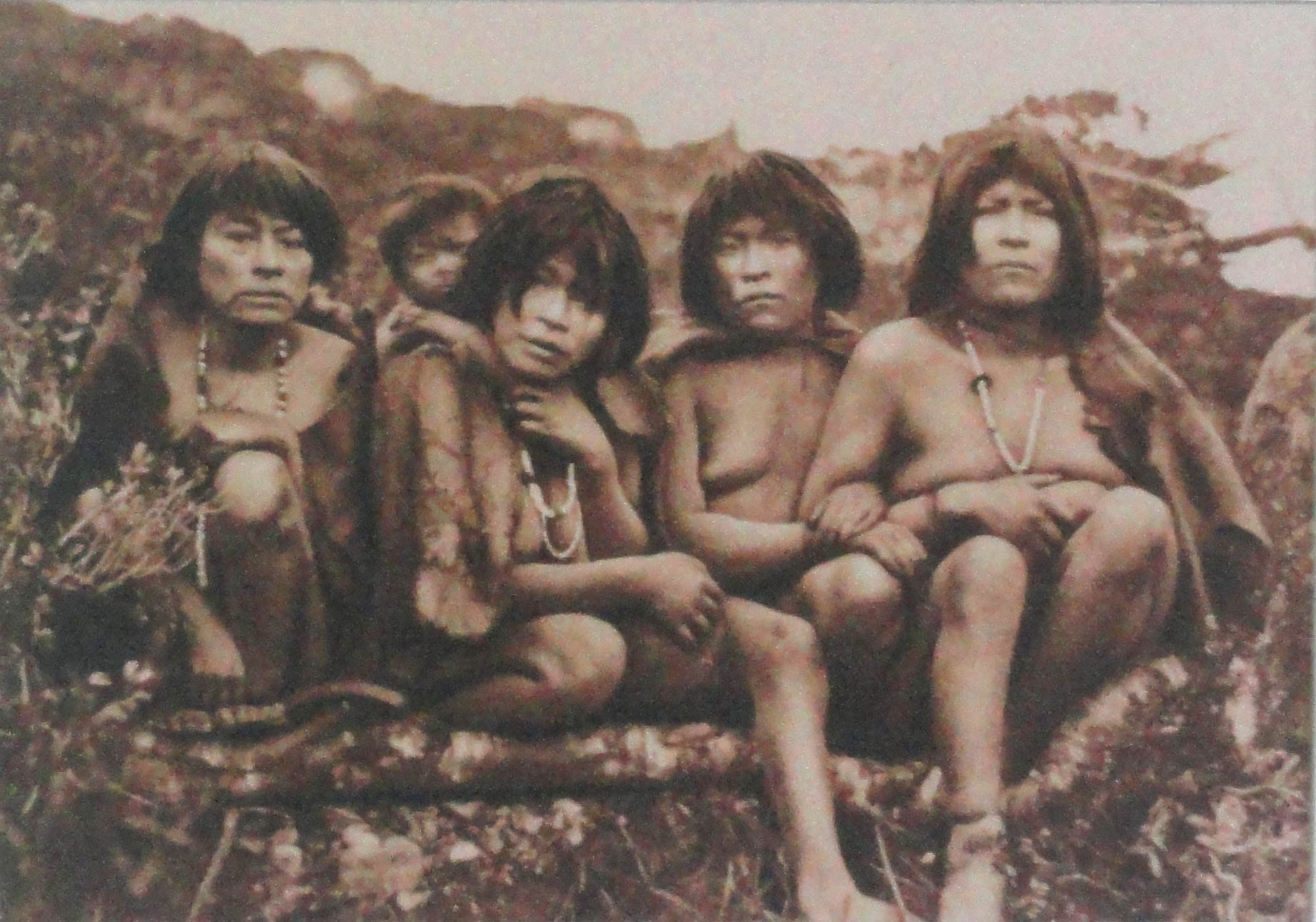
Yaganes em 1883.

Os yaganes, yámanas ou tequenicas são um dos grupos étnicos indígenas do Cone Sul, sendo considerado o povo indígena mais meridional do mundo. Seu território tradicional inclui as ilhas ao sul da Ilha Grande da Terra do Fogo, estendendo sua presença no Cabo Horn. Eles estão lá há mais de 10 000 anos.

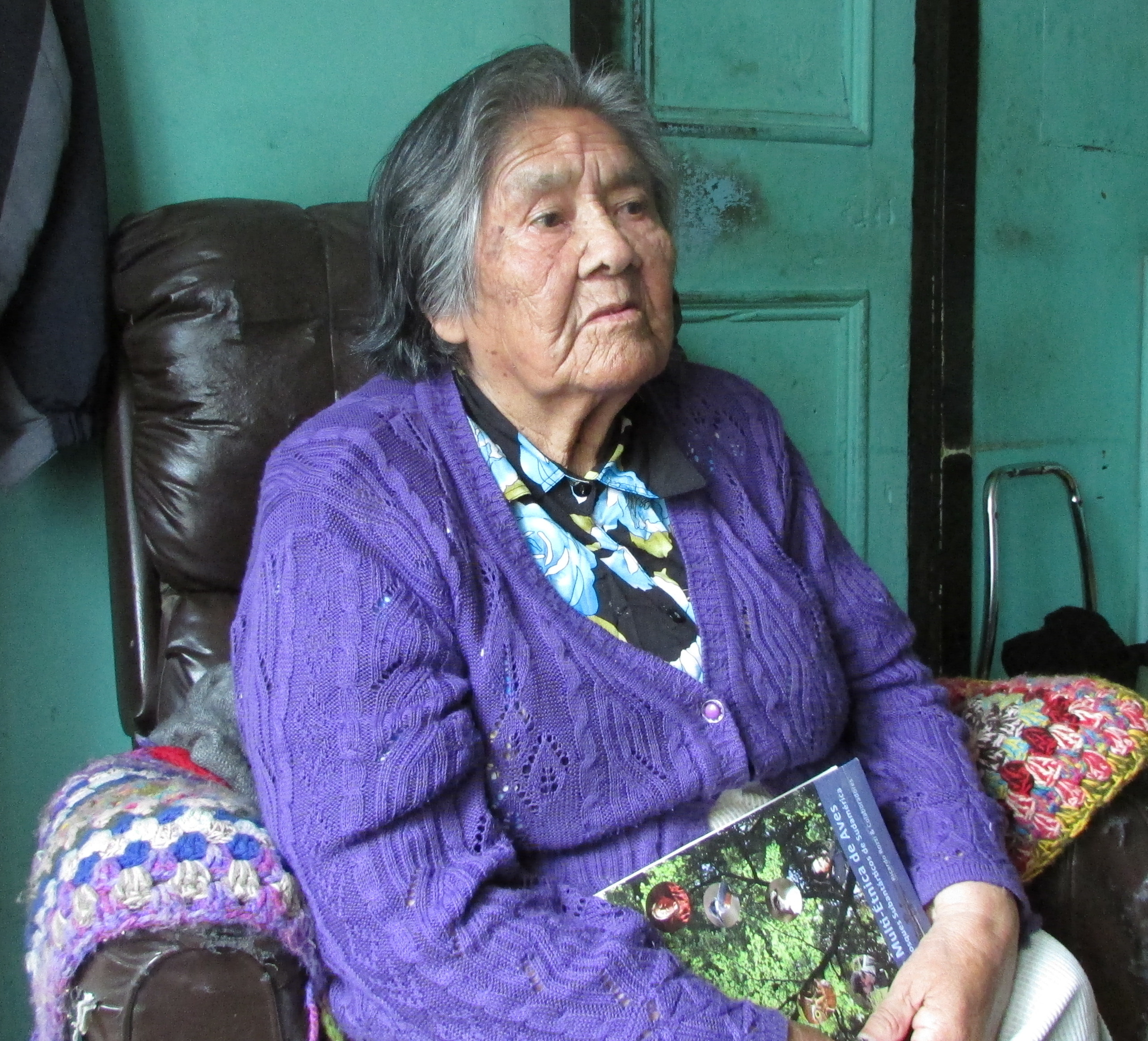
Cristina Calderón, a última indígena yagan.

No século XIX, eles eram conhecidos como fueguinos pelo mundo de língua inglesa, mas o termo é agora evitado, pois pode referir-se a qualquer um dos vários povos indígenas da Terra do Fogo — por exemplo, os selknam habitavam a parte nordeste da referida região. Até recentemente, alguns tinham fama de ainda falar a língua yaghan (também conhecida como yámana), que é considerada um idioma isolado. No entanto, a maioria tem falado espanhol.
Até fevereiro de 2022, existia apenas uma indígena yagan pura: Cristina Calderón, uma cidadã chilena que morreu com 93 anos e vivia na Ilha Navarino. Calderón também era a última falante nativa da língua yagan.

Mapa do sul da Patagônia, que confirma a etnia yagan como o povo indígena mais meridional do planeta.